# Ingeborg Lapsien
Ingeborg Lapsien (* 16. Oktober 1926 in Königsberg; † 5. Juni 2014) war eine deutsche Schauspielerin und Synchronsprecherin.

## Leben
Nach dem Schulabschluss absolvierte Ingeborg Lapsien eine Schauspielausbildung bei Ruth von Zerboni (1946–1948) in München und nahm zudem Gesangsunterricht. 1948 gab sie in München ihr Bühnendebüt. An den Münchner Kammerspielen verkörperte sie u. a. unter der Regie von Bert Brecht die Yvette in der Mutter Courage (neben Therese Giehse in der Titelrolle). Es folgten Engagements in Tübingen, Hof, Trier, Bonn und Baden-Baden. 1960 holte sie Heinz Hilpert ans Deutsche Theater in Göttingen, dessen Ensemble sie bis 1966 angehörte. Seither war sie freischaffend tätig und gab u. a. Gastspiele in Frankfurt, Hamburg, Darmstadt, Düsseldorf und Bochum.
Sie spielte meist große Charakterrollen wie die Seeräuber-Jenny in der Dreigroschenoper (Baden-Baden), die Klytämnestra in Sartres Die Fliegen, die Elisabeth in Schillers Maria Stuart (beides Göttingen), die Marthe Schwerdtlein in Goethes Faust (München), Fontanes Frau Jenny Treibel (Darmstadt) und die Bernarda Alba in Lorcas Bernarda Albas Haus.
Darüber hinaus war Ingeborg Lapsien häufig in Film- und Fernsehproduktionen zu sehen. Sie spielte im Georg-Elser-Porträt Der Attentäter, in der Fernsehserie Büro, Büro die Rolle der Katharina Wespe, in den Simmel-Verfilmungen Alle Menschen werden Brüder und Gott schützt die Liebenden, in der Heinz-Rühmann-Komödie Oh Jonathan, oh Jonathan!, in der Böll-Verfilmung Gruppenbild mit Dame, in der ZDF-Weihnachtsserie Silas und der Fernsehsatire Zwei Tote im Sender und Don Carlos im PoGl. Außerdem absolvierte sie einige Gastauftritte in Fernsehserien wie Dem Täter auf der Spur, Der Bulle von Tölz, Zwei himmlische Töchter, Derrick, Wolffs Revier und Der Alte.
Ferner lieh sie als Synchronsprecherin ihre Stimme u. a. Ann Guilbert in der Sitcom Die Nanny (Staffel 4–6), Celia Lovsky als vulkanischer Hohepriesterin T’Pau in Raumschiff Enterprise, Anne Meara als Schwiegermutter Dorothy Halligan in der Fernsehserie Alf und Geraldine McEwan in Kevin Costners Robin Hood – König der Diebe.
Ingeborg Lapsien starb im Alter von 87 Jahren und wurde auf dem Gemeindefriedhof von Zell (St. Michael) in der oberbayerischen Gemeinde Schäftlarn zu Grabe getragen.

## Filmografie (Auswahl)
- 1962: Der verkaufte Großvater
- 1963: Das Glück läuft hinterher
- 1967: Dem Täter auf der Spur (Fernsehserie) – Folge: Am Rande der Manege
- 1968: Die seltsamen Methoden des Franz Josef Wanninger (Fernsehserie, Folge 25, Episode: "Süßigkeiten")
- 1969: Der Vetter Basilio (Fernseh-Zweiteiler)
- 1969: Der Attentäter
- 1973: Alle Menschen werden Brüder
- 1973: Gott schützt die Liebenden
- 1973: Oh Jonathan – oh Jonathan!
- 1974: Die unfreiwilligen Reisen des Moritz August Benjowski
- 1977: Gruppenbild mit Dame
- 1977: Derrick – Das Kuckucksei
- 1980: Polizeiinspektion 1 – Die unangenehme Sache mit Berndi
- 1980: Nirgendwo ist Poenichen (nach Christine Brückner)
- 1981: Silas
- 1982: Zwei Tote im Sender und Don Carlos im PoGl
- 1982: Derrick – Der Mann aus Kiel
- 1983: Die Krimistunde (Fernsehserie, Folge 8, Episode: "Willkommen in unserer Bank")
- 1983–1992: Büro, Büro
- 1985: Der Fehler des Piloten
- 1985: Die Krimistunde (Fernsehserie, Folge 15, Episode: "Am Morgen danach")
- 1987: Die Krimistunde (Fernsehserie, Folge 28, Episode: "Die Konkurrenz")
- 1987: Ein Unding der Liebe (Teil 1)
- 1988: Polizeiinspektion 1 – Der Umzug
- 1988: Mit Leib und Seele – Die dunkle Vergangenheit
- 1988: Die Männer vom K3 – Schützenfest
- 1991: Die Löwengrube
- 1994: Tod in Miami
- 1995: Rosamunde Pilcher – Sommer am Meer
- 1996: Peanuts – Die Bank zahlt alles
- 1997: Der Weihnachtsmörder
- 2001: Der Bulle von Tölz: Tödliches Dreieck
- 2002: Siska – Die Hölle ist anderswo
- 2004: Der Alte – Episode 302: Blutsbande
- 2006: Donna Leon – Das Gesetz der Lagune
- 2007: Der Alte – Folge 322: Jakob